# Jakob Lorber

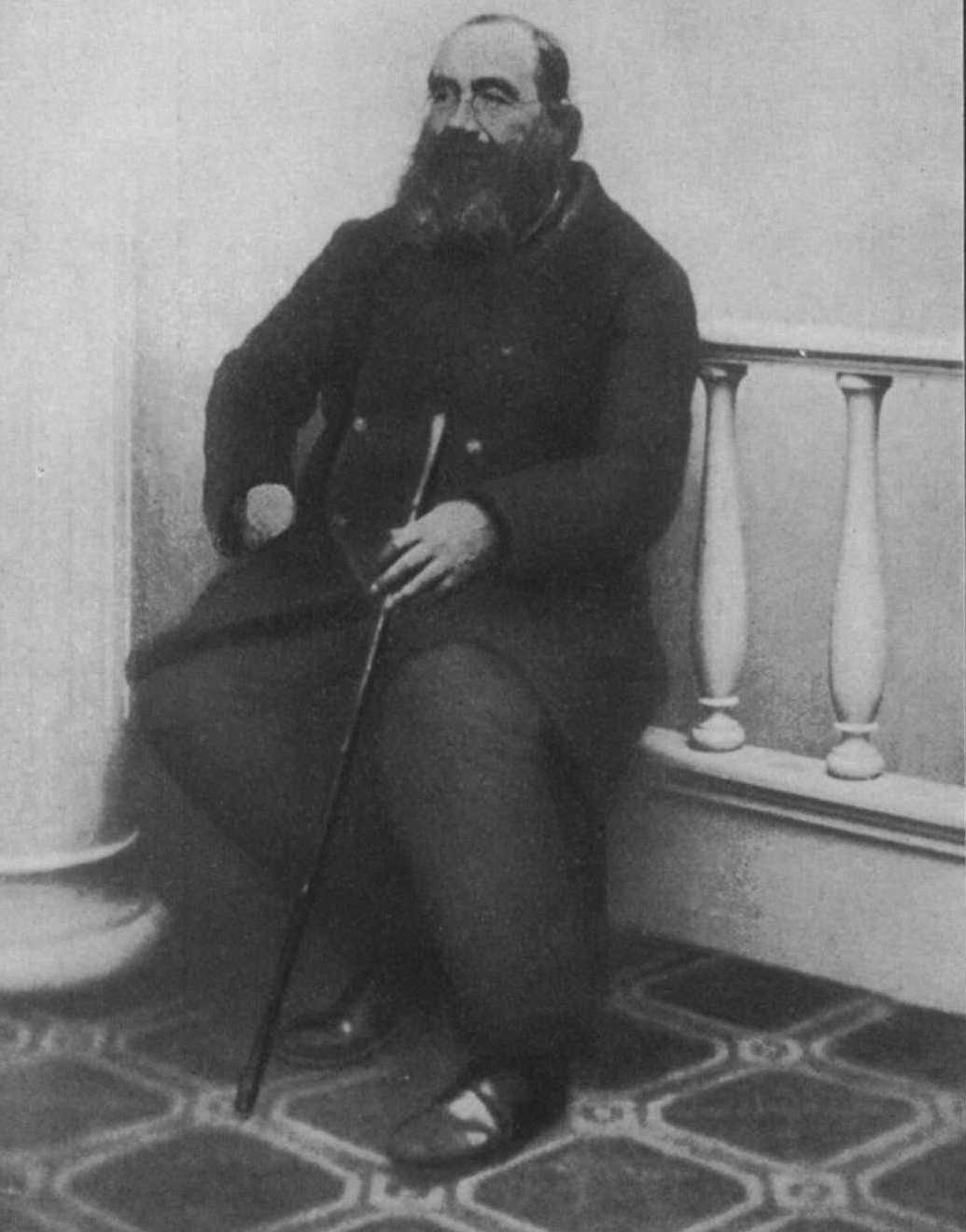
Jakob Lorber

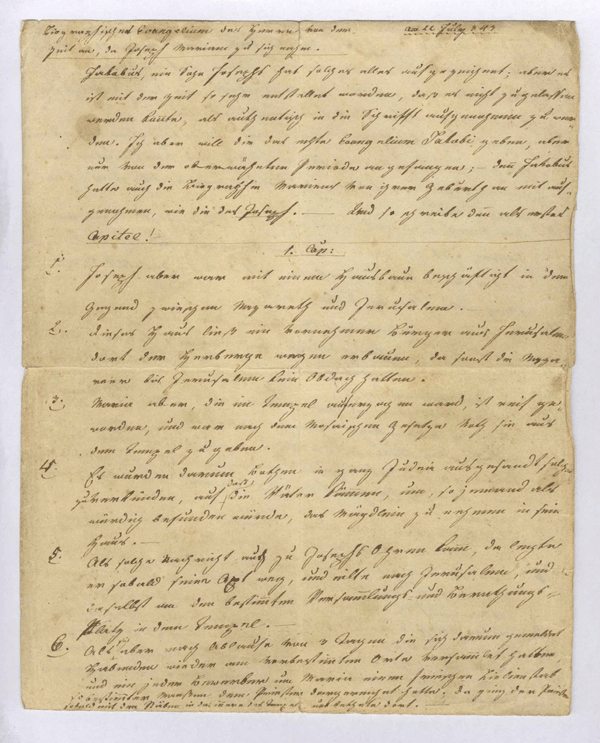
Handschrift van Jakob Lorber

Jakob Lorber  (Kanischa bei Jahring/Kaniža pri Jarenini, Šentilj, 22 juli 1800 - Graz, 24 augustus 1864) was een mysticus uit Stiermarken die, naar eigen zeggen door goddelijke inspiratie, een groot aantal boeken schreef over Jezus en zijn leer: De Nieuwe Openbaringen.

## Biografie
Lorber werd geboren in het Stiermarkse dorp Kaniža, dat tegenwoordig deel uitmaakt van  Slovenië, als zoon van een landbouwer die tevens een rondreizend muzikant was. Hij volgde een lerarenopleiding, maar kreeg daarna geen aanstelling. Om te voorzien in zijn levensonderhoud gaf hij privé muziek- en tekenlessen en trad hij op als muzikant. Waarschijnlijk leidde zijn kennis met Paganini tot zijn optreden in de Scala van Milaan. In 1840 werd hem de positie van kapelmeester in Triëst aangeboden. Enkele dagen later, op 15 maart 1840, hoorde Lorber een -zoals hij dat noemde- inwendige Stem die hem de opdracht gaf te gaan schrijven wat hem gedicteerd zou worden. Het aanbod uit Triëst sloeg hij daarom af.
Vanaf die dag zou Lorber thuisblijven. Tot zijn sterven zou hij dagelijks een stem hebben gehoord, die hem vroeg op te schrijven wat hij zei. Dit heeft Lorber gedaan tot zijn sterven in 1864. Uiteindelijk heeft Lorber dus 25 jaar thuis zitten schrijven. Het heeft meer dan 10.000 pagina’s tekst over Jezus Christus, het leven na de dood, astronomie, aardrijkskunde en andere zaken opgeleverd.
Lorber werd door zijn vrienden onderhouden. Meestal schreef hij in de ochtend, afgewisseld door een wandeling in de middag. Indien zijn vrienden geen eten brachten, leed Lorber honger en dorst. Het huisje waar Lorber woonde, is nog ingericht als een klein museum over het leven van Lorber.

## Het schrijfproces
Een vriend van Lorber, Leitner, schreef het volgende:
Lorber begon dit schrijfwerk, dat van nu (18 maart 1840) af aan de voornaamste zaak van zijn bestaan bleef, bijna dagelijks reeds ’s morgens voor het ontbijt, dat hij in zijn ijver niet zelden helemaal onaangeroerd liet staan. Daarbij zat hij, meestal met een muts op, meestal aan een klein tafeltje. In de winter zat hij vlak bij de kachel, meestal helemaal in zichzelf gekeerd, matig snel, maar zonder ooit een pauze te maken om na te denken of om een gedeelte van het geschrevene te verbeteren, onafgebroken. Het was zoals iemand die door een ander iets gedicteerd krijgt. Herhaaldelijk zei hij ook, dat hij naast het gehoorde ook vaak beelden zag… Opvallend is ook, dat Lorber de innerlijke stem die hij de stem van de Heer noemde, altijd in zijn hart beweerde te horen, maar iedere andere stem in zijn achterhoofd.

## Werk
Globaal kan het veelomvattende werk van Lorber worden ingedeeld in een aantal categorieën:

### Leven van Jezus van Nazareth
De belangrijkste werken over Jezus Christus zijn de volgende:

#### Het grote Johannesevangelie
Een tiendelig werk van ongeveer 500 bladzijden per deel over het drie jaar durende openbare optreden van Jezus Christus. Zoals de titel aangeeft leren we hier Jezus kennen zoals in het vierde evangelie van de Bijbel. Jezus heeft alles onder controle en komt uiteenlopende mensen tegen, ook mensen die niet vernoemd worden in het Johannesevangelie. Er worden veel details gegeven over mensen die kort in de evangeliën voorkomen. Ook de meeste stukken uit de andere drie (synoptische) evangeliën komen terug in de tekst van Lorber. In het totaal schreef Lorber 10 delen. Het werk was in 1864 niet voltooid. In de jaren 1891-1893 kreeg Leopold Engel vergelijkbare ingevingen. Hij heeft een elfde deel geschreven, waarin de laatste periode uit het leven van Jezus Christus werd beschreven.

#### De jeugd van Jezus
Dit werk beschrijft het leven van Maria en Jozef vanaf het moment dat Maria van de engel Gabriel te horen krijgt dat zij als maagd een baby zal krijgen. Het verhaal loopt van de problemen voor Maria, de reis naar Bethlehem, de vlucht naar Egypte en het verblijf in Nazareth. De tekst is gedeeltelijk vergelijkbaar met het apocriefe proto-evangelie van Jacobus, de broer van Jezus. Ook de spectaculaire verandering van kleivogels in echte vogels door het kind Jezus, is terug te vinden in het verhaal van Lorber. Deze wonderlijke episode is ook al te vinden in de Koran (sura 3: 49 en 5: 110) en het apocriefe kindheidsevangelie van Thomas.

#### De brieven van Jezus met Abgarus
Volgens Lorber heeft Jezus in zijn leven zeven brieven geschreven aan de toenmalige koning Abgar V, koning van Edessa. De brieven zijn in lijn met de evangeliën. Toenmalig kerkvader Eusebius vermeldde in de vierde eeuw ook al dat Jezus enkele brieven zou hebben geschreven. Volgens de traditie zou Edessa het eerste koninkrijk zijn dat christelijk is geworden. De twee eerste brieven worden nog steeds gebruikt in de Syrisch-Christelijke kerk. Bij vergelijking met de tekst van Lorber blijkt dat ze inhoudelijk identiek zijn.

#### Drie dagen in de tempel
In het Lucas-evangelie staat een korte episode van de 12-jarige Jezus die 3 dagen in de tempel in discussie gaat met de tempelgeleerden. Lucas schrijft niet waarover gesproken wordt. In het boek van Lorber wordt verteld dat Jezus vooral inging op interpretaties van de Messias-verwachting.

### Leven na de dood
Ook over het hiernamaals heeft Lorber enkele grote werken geschreven.

#### De geestelijke zon
Dit werk bestaat uit twee delen, ieder van een kleine 500 bladzijden. Na de dood kunnen mensen in verschillende sferen terechtkomen. Een aantal bekende personen worden beschreven in hun leven na hun overlijden. Beschreven worden de samenhangen tussen de manier van leven op aarde en de manier waarop het uitwerkt in de verschillende sferen van het hiernamaals.

#### Robert Blum
Onder de titel Van de hel tot de hemel, wordt het leven van de Oostenrijkse verzetsstrijder Robert Blum beschreven. Robert Blum is tijdens de opstanden van 1848 door een vuurpeloton geëxecuteerd. Ook dit werk bestaat uit twee grote delen. In de boeken staat hoe Robert Blum in eerste instantie in een grote duisternis terechtkomt. Hij moet zijn weg ontdekken en merkt dat het gaandeweg lichter wordt om hem heen.

#### Bisschop Martinus
Over een van de bekendere bisschoppen uit de tijd van Lorber gaat het boek Bisschop Martinus. De ontwikkeling van een ziel aan gene zijde. De bisschop moet erkennen dat het leven na de dood toch iets anders is dan hij had verwacht. Hij maakt een groei door, waardoor hij kan opklimmen naar steeds hogere sferen.

### Wetenschappelijk en overig werk
De stem die Lorber hoorde, vertelde dat buiten het zonnestelsel nog veel meer planetenstelsels waren. Hoewel het nog niet zo genoemd wordt, hint Lorber al op een multiversum. Ook schrijft Lorber over leven op andere planeten of op de maan. Dit leven is echter in een dimensie die we niet kunnen zien of meten.
Andere werken zijn de kleinere boeken Aarde en Maan, de Vlieg en 'de Wederkomst van Christus', alsmede 'Verborgen Schriftverklaringen'. Voorts de grotere delen de Natuurlijke Zon evenals een omvangrijke beschrijving van de planeet Saturnus met haar bewoners en daarnaast nog de in drie delen vervatte lotgevallen van de aartsvaders als Adam, Eva, Noach en Henoch onder de titel Huishouding van God.
Volgens Lorber hebben alle materiële zaken een geestelijke tegenhanger, wat ook heel sterk in Mayerhofens uitgaven 'Scheppingsgeheimen' en 'Levensgeheimen' naar voren treedt. In feite bestaat volgens Lorber materie niet in de zin zoals wij dat tegenwoordig verstaan. Materie is zijns inziens "gecondenseerde geest" en heeft als bestemming ooit weer te vergeestelijken. 
Min of meer in dezelfde "geest" schreven nadien nog andere "zieners" of hedendaagse "profeten".  Voorbeeld: de geschriften van Bertha Dudde, die in Duitsland leefde en in 1965 in Keulen overleed. Sommige teksten van haar breiden bepaalde Lorberteksten met indrukwekkende details uit.
Anderen zijn Max Prantl, Anita Wolf, Max Seltmann en Carl Welkisch. Daarnaast voelde op ongeveer gelijke wijze Gotfried Mayerhofen zich geroepen om volledig in de lijn van Lorber nog enkele geschriften op papier te zetten: Scheppingsgeheimen, Levensgeheimen en Predikingen van de Heer.

## Kritiek
De nieuwe openbaringen van Lorber bevatten regelmatig voorspellingen over wetenschappelijke en technische ontwikkelingen. Heel wat van Lorbers beweringen blijken juist te zijn. In zijn boek 'Aarde en Maan', wordt opgemerkt dat de invloed van hemellichamen aanzienlijk minder is dan men zou verwachten. Eb en vloed zou daarbij voornamelijk het gevolg zijn van de ademhaling van de levende Aarde, waarbij de aardse longen zich vooral onder de Atlantische oceaan zouden bevinden. Ook zouden er nieren en een soort maag onderscheiden kunnen worden in het binnenste der aarde. Weliswaar is dit niet letterlijk of "vleselijk" bedoeld, maar het idee op zich is voor velen "een brug te ver". Heel bizar lijken zijn beschrijvingen over het leven op andere planeten. In 'Der Saturn' schreef Lorber over de licht- en warmteverhoudingen, de flora, fauna en menselijke bewoners van Saturnus. Ook hier betreft het een niet-materiële wereld. Ook op de zon wonen volgens Jakob Lorber vergeestelijkte mensen. 
Lorber was in zijn geschriften een ecologist avant la lettre. Hij waarschuwde ruim 150 jaar geleden reeds voor de gevolgen van massale ontbossing en vervuiling van het leefmilieu. Als argumentatie gaat hij echter veel verder dan de ecologisten; hij wijst op de natuurzielen die door het onverantwoorde ingrijpen van de mensen als het ware revolteren waardoor o.a. stormen ontstaan.
Vanuit christelijke kring is er relatief weinig kritiek. Men verkiest eerder Lorber dood te zwijgen. Lorber had zware kritiek op het institutionele karakter van de kerken, voornamelijk de Rooms-Katholieke. Hij vond dat deze kerk de leer van Jezus vervormde. Op sommige punten van de seksuele moraal nam Lorber afstand van de katholieke moraal.
Kerkgetrouwe christenen, niet alleen binnen de Katholieke Kerk, maar vooral in Protestantse kerken, zien Lorber als een valse profeet die de mensen misleidt.